# Eisenbahnunfall von Aitrang

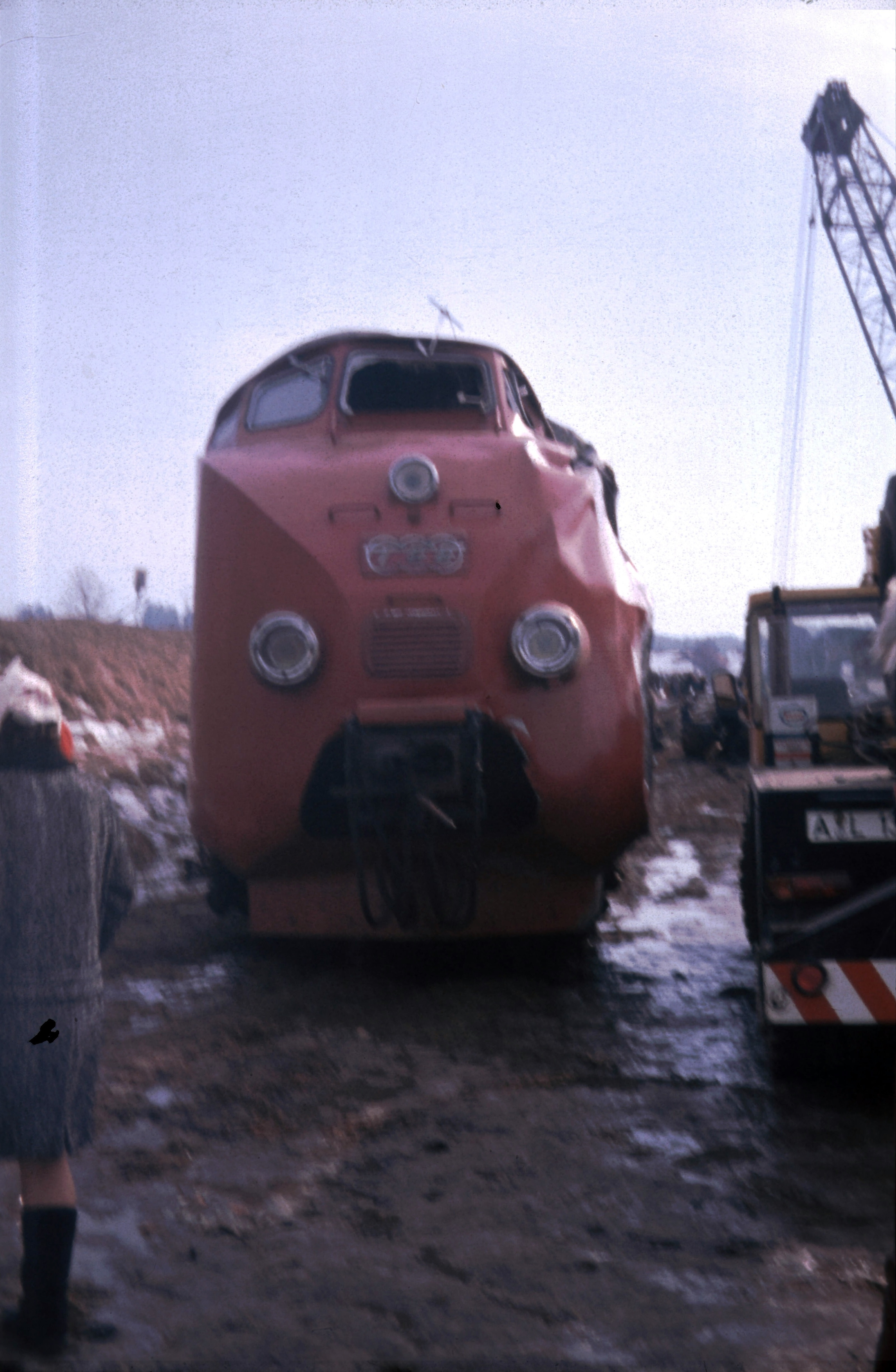
Bergungsarbeiten am Triebwagen

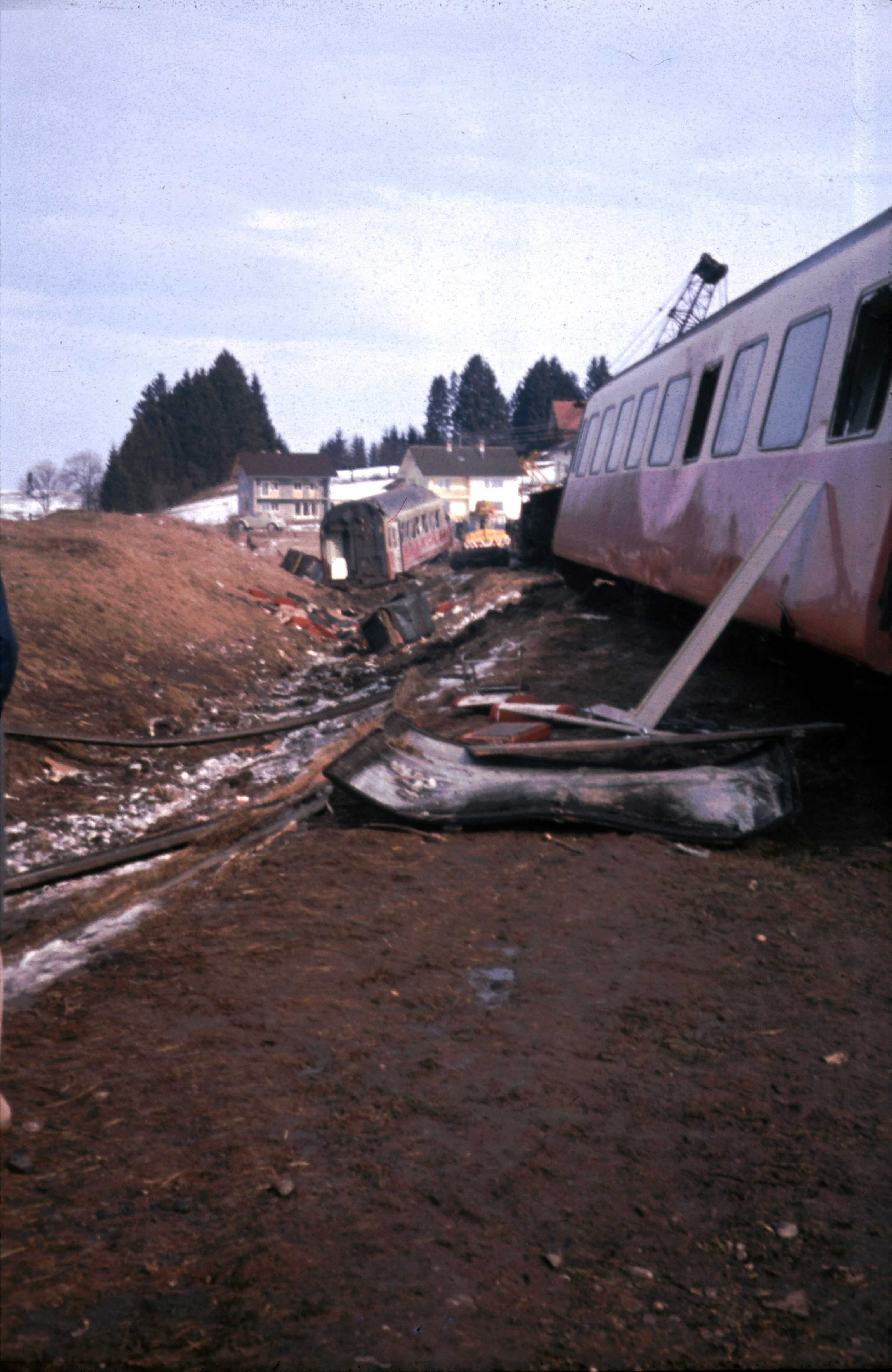
Die entgleisten Wagen

Am Eisenbahnunfall von Aitrang am Abend des 9. Februar 1971 bei Aitrang östlich von Kempten waren zwei Züge beteiligt. Zuerst war ein vierteiliger Trans-Europ-Express (TEE) Bavaria entgleist, wobei alle (vermutlich auch der dritte) Wagen umgestürzt waren und zwei von ihnen sich z. T. auf dem Gegengleis befanden. Mit diesen zwei Wagen kollidierte etwa eine Minute später ein entgegenkommender Nahverkehrszug. Insgesamt starben 28 Menschen, und 42 wurden verletzt. Der Unfall war der schwerste Eisenbahnunfall, an dem je ein TEE beteiligt war.

## Ausgangslage
Der Unfall ereignete sich kurz westlich vom damaligen Bahnhof Aitrang auf der Bahnstrecke Buchloe–Lindau, für den TEE in einem engen Rechtsbogen, die u. a. für ein komfortables Fahrgefühl der Reisenden lediglich mit 80 km/h durchfahren werden durfte. Bei gezogenen Zügen entsteht in diesem Bogen das Kippmoment bei 124 km/h. Es herrschte dichter Nebel.
Beim TEE handelte es sich um einen zwischen München und Zürich verkehrenden des schweizerisch-niederländischen Typs RAm der Schweizerischen Bundesbahnen (SBB). Der 1957 gebaute Zug war für seinen Einsatz als TEE „Bavaria“ 1969 im Ausbesserungswerk Nürnberg mit dem Sicherungssystem Indusi nachgerüstet worden. Am Unfalltag war der Zug mit der Ordnungsnummer 501 eingesetzt. Dabei fuhr der Triebkopf/Maschinenwagen am Schluss des Zuges und der Steuerwagen an seiner Spitze. Er beförderte 53 Fahrgäste. Weiter an Bord waren der Lokführer, ein Techniker, der Zugbegleiter und Speisewagenpersonal.
Der TEE kam aus München und der in Gegenrichtung verkehrende Nahverkehrszug 2513, eine dreiteilige Schienenbus-Garnitur der Baureihe VT 98, aus Kempten mit Zielbahnhof Aitrang.

## Unfallhergang

### Entgleisung

#### Ablauf
Um 18:44 Uhr erreichte der TEE den Bahnhof Aitrang. Der Fahrdienstleiter in Aitrang will bei der Vorbeifahrt am Maschinenwagen Funken anschlagender Bremsklötze bemerkt haben. In den Aufzeichnungen der Indusi (die allerdings mit einer Zeitverzögerung von zwei Sekunden erfolgte) fand sich dazu nichts. Gebremst wurde aber, was Spuren auf den Radsätzen des Maschinenwagens nachwiesen.
Als der Zug mit etwa 125 km/h in die Rechtskurve einfuhr, kletterten die Drehgestelle der vorlaufenden Wagen auf. Die drei führenden Wagen entgleisten (Streckenkilometer 34,344), überquerten – es dabei zerstörend – das Gegengleis und kamen auf die linke Seite umgekippt (der dritte Wagen vermutlich auch) am linken Streckenrand zu liegen: die zwei ersten im Bachbett an der Böschung und der dritte quer über die Böschung hinaus- und mit seinem Ende z. T. über dem Gegengleis hängend. Der abschließende Motorwagen wurde nach links mitgerissen, stürzte auch nach links um und blieb zwischen beiden Gleisen  (mit dem Vorderteil auf dem Gegengleis) liegen.

#### Ursache
Eine Vermutung zur Unfallursache lautete, dass ein Steuerventil der Bremsen defekt war. Bereits vor dem Unfall hatte es Probleme an anderen Schweizer RAm-Garnituren gegeben: Vom Führerbremsventil des Steuerwagens, Bauart Oerlikon, konnte eine Bremsung nicht ausgelöst werden, und die Züge mussten auf offener Strecke einen Halt einlegen. DB und SBB hatten jedoch keine Zweifel an der Sicherheit der Bremsen. Der verbliebene RAm 502 wurde nach dem Unfall eine Zeitlang weiter nach München eingesetzt.
Hans Thoma von der Technischen Universität Karlsruhe vertrat dagegen die Hypothese, gefrorenes Kondenswasser könne zum Ausfall der Druckluftbremse geführt haben.
Er vermutete, dass der Maschinenwagen beim fünfstündigen Aufenthalt in München abgekuppelt und in eine Halle gestellt wurde. Das ist jedoch unmöglich, der RAm TEE kann nur in einer Werkstätte getrennt werden.
Seine Theorie erklärt auch nicht, warum der Zug noch kurz zuvor im Bahnhof Kaufbeuren, wo ebenfalls eine Geschwindigkeitsbeschränkung auf 80 km/h bestand, ohne Probleme abbremsen konnte. Die SBB bestritten, dass dies die Unfallursache gewesen sein könnte.
Auch eine Ortsverwechslung des Lokführers aufgrund des Nebels kann nicht ausgeschlossen werden, wurde aber von Kollegen und Fachleuten für höchst unwahrscheinlich gehalten. Eine Ortsverwechslung könnte ein zu spät eingeleitetes Bremsen erklären und mit den Beobachtungen des Fahrdienstleiters in Aitrang zusammenpassen.
Die Obduktion der Leiche des Lokomotivführers ergab keinen Anhaltspunkt dafür, dass er im Moment des Unfalls oder kurz davor dienstunfähig gewesen sein könnte. Es ist nicht auszuschließen, dass der Triebfahrzeugführer an einem nicht erkannten medizinischen Problem litt. In der für den Einsatz der RAm verantwortlichen SBB-Kreisdirektion III in Zürich wurde später gemunkelt, dass der Lokomotivführer betrunken gewesen sei, was aber im Widerspruch zum gerichtsmedizinischen Gutachten steht. Alkohol war damals im Eisenbahnwesen ein Tabu. Warum unzureichend und/oder zu spät gebremst wurde, konnte nicht geklärt werden.
Zudem kommt auch ein grundlegendes Problem in der Koordination zwischen Motorleistung und Bremse als Unfallursache in Betracht.
Gemäß der Rechtslage damals war die DB für den Verlust des verunfallten TEE-Zuges entschädigungspflichtig. Die DB hätte somit großes Interesse gehabt, den SBB einen ursächlichen Mangel an den Bremsen nachzuweisen. Die DB verzichteten auf Vorwürfe an die SBB.

### Auffahrunfall
Der Fahrdienstleiter im Bahnhof Aitrang bemerkte die Entgleisung des TEE nicht direkt, wohl aber eine ihm unerklärliche Besetztmeldung beider Streckengleise im Bild seines Spurplandrucktastenstellwerks. Die sich je z. T. auf dem Gegengleis befindenden beiden letzten Wagen des TEE sorgten dafür, dass auch dieses Gleis eine Besetztmeldung abgab. Der Fahrdienstleiter nahm die Einfahrt für den Schienenbus umgehend zurück – dessen Lokführer konnte noch auf unter 40 km/h abbremsen. Im Schienenbus gab es nochmals Opfer: Hier starben zwei Menschen, und sechs wurden verletzt.

## Folgen

### Opfer und Schäden
28 Tote einschließlich der beiden Lokführer, 19 Schwer- und 23 Leichtverletzte waren die Folge. Unter den Toten befand sich der Schauspieler und Regisseur Leonard Steckel. Der Sachschaden des Unfalls wurde mit 2,6 Millionen DM beziffert.
Die Folgen wurden durch Ausstattungsmängel der Triebwagen-Garnitur begünstigt. So war u. a. das Mobiliar des Speisewagens nicht fest montiert, die Spiegel im Zug bestanden aus Spiegelglas statt aus polierten Metall-Platten und die Fensterscheiben bestanden nicht aus Sicherheits-Verbundglas, sondern aus Hartglas, das bei heftigen Stößen zerfällt. Neben den Verletzungen durch Glassplitter und stumpfe Gegenstände wurden zahlreiche Personen aufgrund der zerfallenen Fensterscheiben aus dem Zug geschleudert und von den Fahrzeugen zerquetscht.

### Rettungsarbeiten
Unmittelbar nach dem Unfall lief eine große Hilfsaktion der Bewohner von Aitrang an: Es waren mehr Helfer zur Stelle, als benötigt wurden. Als problematisch erwies sich, dass der verunglückte TEE ein Schweizer Fahrzeug war. Die Beamten der Deutschen Bundesbahn kannten sich damit nicht aus und konnten keine Auskunft geben, wie die Rettungsmaßnahmen angegangen werden konnten, ohne Eingeschlossene zu gefährden.
Der Steuer- und die beiden Sitzwagen des TEE wurden an Ort und Stelle von einer Augsburger Firma zerlegt. Der Motorwagen konnte wieder eingegleist und nach Kempten (Allgäu) abgeschleppt werden, kam dann zunächst nach Zürich und wurde nach zwei Jahren in den Niederlanden verschrottet.

### Der TEE „Bavaria“ nach dem Unfall
Der Zugverkehr blieb auf diesem Abschnitt der Strecke Buchloe–Lindau eine Woche lang unterbrochen. Danach wurde der Betrieb wieder aufgenommen. Der TEE „Bavaria“ wurde während der Streckensperrung über Memmingen umgeleitet. Der RAm-Garnitur wurde die Betriebserlaubnis in Deutschland entzogen und TEE „Bavaria“ ab dem 16. Februar 1971 auf einen lokomotivbespannten Wagenzug umgestellt. Dieser bestand aus jeweils einem deutschen TEE-Wagen der Gattung Avmz 111 (Abteilwagen) und einem Großraumwagen des Typs Apmz 121. Als Speisewagenersatz wurde ein Barwagen der Gattung ARDmz 106 verwendet. Auf dem Abschnitt München–Lindau kam dabei eine Gasturbinenlokomotive der Baureihe 210 zum Einsatz; zwischen Lindau und Zürich waren es österreichtaugliche SBB Re 4/4 II, welche über eine breite Stromabnehmerpalette nach DB/ÖBB-Norm verfügten.
Der RAm 502 kam als TEE „Edelweiss“ nach Amsterdam zum Einsatz, was nach einer Entgleisung in Namur Priorität hatte.

### Gedenken

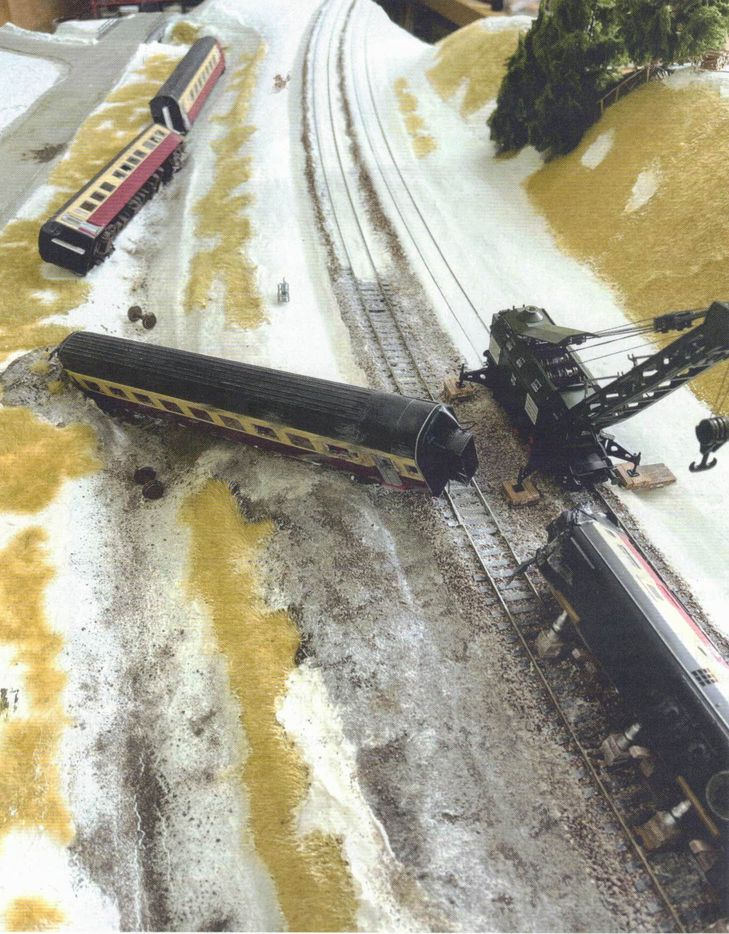
Modell 1:87: Situation bevor der Gegenzug die Unfallstelle erreichte.
Der dritte Wagen lag in diesem Moment vermutlich noch auf der Seite; Bergung des Motorwagens (rechts) erst am Tage danach.

Im Jahr 2012 wurde ein Gedenkstein in der Nähe der Unglücksstelle errichtet.
Im Jahr 2021 (50 Jahre nach dem Unglück) fand am Ort des Unglücks eine Gedenkfeier statt. Im Feuerwehrmuseum in Kaufbeuren wurde gleichzeitig eine Sonderausstellung zur Erinnerung an dieses Ereignis eingerichtet. Bleibendes Exponat ist ein von den Eisenbahnfreunden Kaufbeuren e. V. angefertigtes Diorama, in dem der Unfallhergang und die Rettungs- und Bergungsarbeiten nachgebildet sind.